# 가야대로
가야대로(Gaya-daero Road, 伽倻大路, 부산광역시도 제30호선의 일부)는 부산광역시 사상구 감전동 낙동대교 교차로와 부산진구 부전동 서면 교차로를 잇는 부산광역시의 도로이다. 전 구간 부산광역시도 제30호선으로 지정되어 있으며 낙동대교 교차로 ~ 주례 교차로 구간은 동서고가도로가 같이 지난다.

## 연혁
- 2009년 7월 8일 : 2개 이상 구·군에 걸쳐 있는 도로로 가야대로를 고시[1]

## 주요 경유지
부산광역시
- 사상구 - 부산진구

## 노선
| 이름                              | 접속 노선 | 소재지     | 소재지   | 비고                                                                                    |
| --------------------------------- | --- | ---------- | -------- | --------------------------------------------------------------------------------------- |
| 낙동대교 교차로                   | 부산광역시도 제41호선 (낙동대로)                                                                                | 부산광역시 | 사상구   | 시점                                                                                    |
| 사상 나들목                       | 부산광역시도 제22호선 (동서고가로)                                                                              | 부산광역시 | 사상구   | 낙동대교 방면 진입, 감만동 방면 진출만 가능 감만동 방면 진입, 낙동대교 방면 진출만 가능 |
| (감전사거리)                      | 부산광역시도 제4102호선 (새벽로)                                                                                | 부산광역시 | 사상구   |                                                                                         |
| 학감사거리                        | 대동로 | 부산광역시 | 사상구   |                                                                                         |
| 사상구청 교차로                   | 부산광역시도 제51호선 (학감대로)                                                                                | 부산광역시 | 사상구   |                                                                                         |
| 학장 나들목                       | 부산광역시도 제22호선 (동서고가로)                                                                              | 부산광역시 | 사상구   | 감만동 방면 진입, 낙동대교 방면 진출만 가능                                             |
| 주례 교차로                       | 부산광역시도 제3001호선 (사상로) 부산광역시도 제4101호선 (학장로) 가야대로255번길                               | 부산광역시 | 사상구   |                                                                                         |
| 주례역 교차로                     | 가야대로277번길                                                                                                 | 부산광역시 | 사상구   |                                                                                         |
| 냉정역                            | 주례로 | 부산광역시 | 사상구   |                                                                                         |
| 개금사거리 (개금역)               | 복지로 가야대로443번길                                                                                          | 부산광역시 | 부산진구 |                                                                                         |
| 개금삼거리                        | 개금온정로 | 부산광역시 | 부산진구 |                                                                                         |
| 동의대어귀사거리 (동의대역)       | 부산광역시도 제33호선 (관문대로) (가야대로549번길) 가야대로548번길 가야대로552번길                              | 부산광역시 | 부산진구 |                                                                                         |
| (이름 없음)                       | 대학로 | 부산광역시 | 부산진구 |                                                                                         |
| 가야역                            | | 부산광역시 | 부산진구 |                                                                                         |
| 가야굴다리 교차로                 | 부산광역시도 제3201호선 (신암로)                                                                                | 부산광역시 | 부산진구 |                                                                                         |
| 부암역                            | 부산광역시도 제32호선 (신천대로)                                                                                | 부산광역시 | 부산진구 |                                                                                         |
| 롯데호텔 부산점 롯데백화점 부산점 | | 부산광역시 | 부산진구 |                                                                                         |
| 서면 교차로 (서면역)              | 국도 제7호선 부산광역시도 제61호선 (중앙대로) 부산광역시도 제3002호선 (새싹로) 부산광역시도 제6109호선 (서전로) | 부산광역시 | 부산진구 | 종점                                                                                    |

## 주요 건물 및 시설
- 감전119안전센터 (부산광역시 사상구 가야대로 41)
- 주례역 (부산광역시 사상구 가야대로 지하292)
- 냉정역 (부산광역시 사상구 가야대로 지하362-1)
- 개금역 (부산광역시 사상구 가야대로 지하442)
- 홈플러스 가야점 (부산광역시 부산진구 가야대로 506)
- 동의대역  (부산광역시 부산진구 가야대로 지하554)
- 부산진우체국 (부산광역시 부산진구 가야대로 579)
- 가야119안전센터 (부산광역시 부산진구 가야대로 627)
- 가야역 (부산광역시 부산진구 가야대로 지하650)
- 부암역 (부산광역시 부산진구 가야대로 지하719)
- 롯데호텔 부산점, 롯데백화점 부산점 (부산광역시 부산진구 가야대로 772)